# 麥可·楚奧特
（1991年8月7日—） ，暱稱鱒魚（Mike Trout），是美國職棒大聯盟洛杉磯安那罕天使的中外野手。他在2011年球季升上大聯盟。2014年、2016年及2019年獲得美國聯盟MVP。2019年，《富比士》公佈的全球運動員收入排行榜，麥可·楚勞特以年收入5060萬美元，排名第17名。

## 早期生活
麥可·楚奧特的父親傑夫·楚奧特也是一位棒球選手，1983年選秀被明尼蘇達雙城於第15輪所選上。楚奧特在少年棒球聯盟開始他的棒球生涯。

## 業餘生涯
楚奧特在紐澤西州的米爾維爾高中就讀時是一名投手與游擊手，他在高中三年級時改練外野手。他在那一年擊出了紐澤西州高中紀錄的18支全壘打。
他以棒球獎學金學生身分進入東卡羅來納州立大學。儘管大聯盟各隊的球探早已注意到楚奧特，他還是在2009年選秀第一輪第25順位才被洛杉磯安那罕天使隊選上，因為球探們認為位在美國東北的紐澤西地區棒球風氣並不像加州或德州等氣候溫暖的地區來的盛行。

## 職業生涯
楚奧特在2009年美國職棒大聯盟選秀會中，以第一輪第25順位被洛杉磯安那罕天使選中。 他從新人聯盟的亞利桑那天使開始職棒生涯，39場比賽187打席留下 .360/.418/.506 的打擊三圍與1支全壘打、25打點與13次盜壘的成績。他後來升上1A的 洋杉激流麥子隊，5場比賽20打席的打擊成績 .267/.421/.267 。

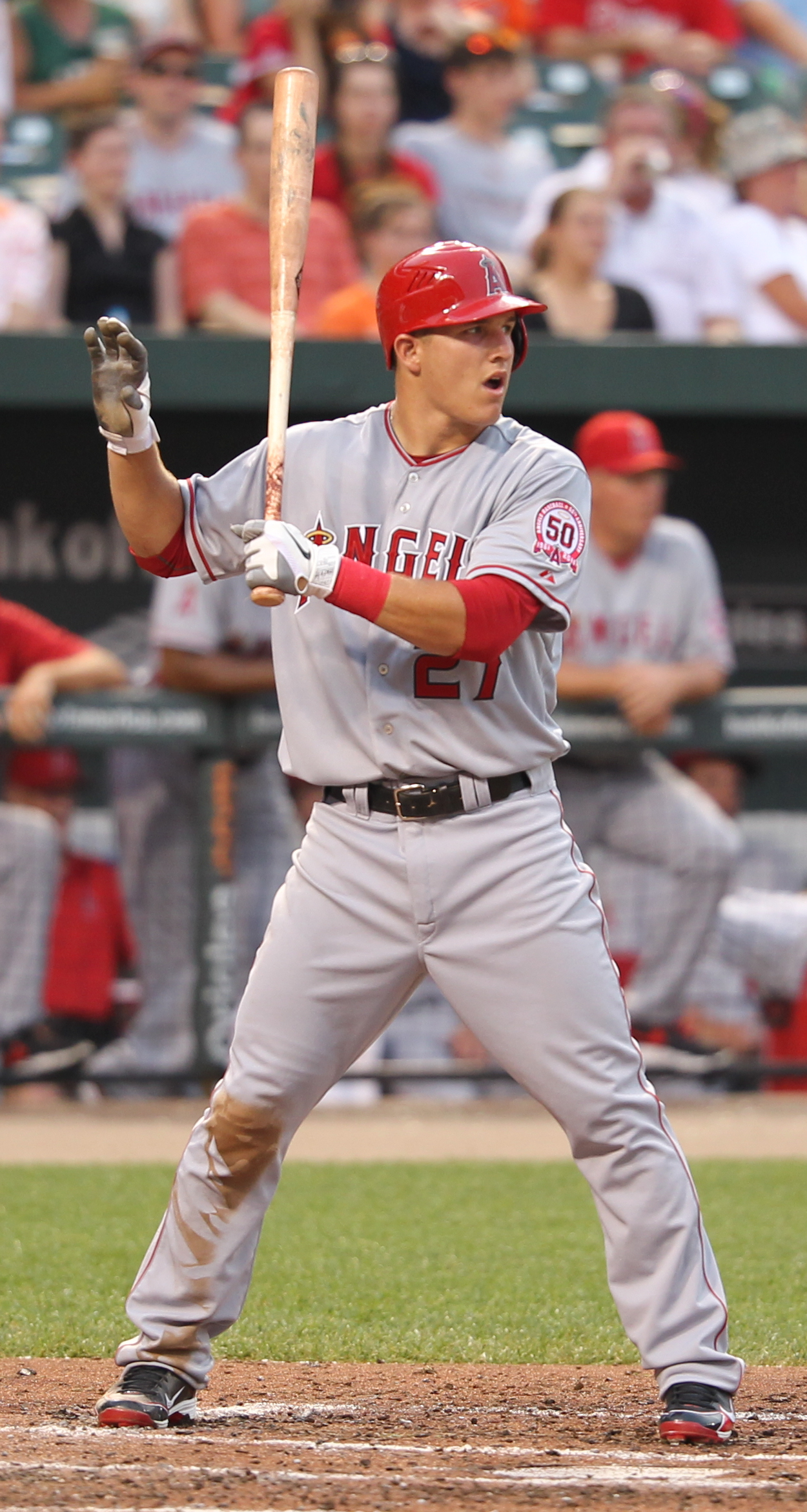
2011年位於洛杉磯天使隊的楚奧特

2010年球季開始前，楚奧特被認為是天使隊第三名的潛力新秀，美國職棒雜誌Baseball America將楚奧特評選為所有新秀中排名第85。 他在該年從小聯盟1A開始出發，85場比賽的打擊成績是 .362/.454/.526 ，有6支全壘打、39打點與45次盜壘。他在該年獲選參加小聯盟未來之星明星賽。 未來之星賽後，他升上高階1A的庫卡蒙格牧場震盪隊。
2010年球季結束後，楚奧特被提名小聯盟年度最佳選手的J.G. Taylor Spink Award。他後來以最年輕的19歲又兩個月贏得該獎項。 他在該年也被Baseball America評選為當年的高階1A全明星球員。
楚奧特於2011年球季升上2A的阿肯色旅行者隊。2011年7月8日，因為Peter Bourjos受傷，洛杉磯安那罕天使將楚奧特升上大聯盟以遞補中外野的空缺。他在當晚的大聯盟初登板，3打數0安打，2次高飛球出局與1次滾地球出局。 他在7月24日對巴爾的摩金鶯的比賽中，從投手Mark Worrell手上擊出大聯盟首轟。 楚奧特在8月1日被降回2A，在洛杉磯安那罕天使的12場先發 .163打擊率、1支全壘打與6打點。
楚奧特在8月19日再度升上大聯盟。當天的比賽4打數1安打，那支安打同時也是他在安那罕天使球場的第一支全壘打。
楚奧特在2011年獲得美國今日報的小聯盟年度最佳球員獎。 同時也被Baseball America雜誌的小聯盟年度最佳球員獎提名。 他在該年小聯盟出賽91場比賽繳出 .326/.414/.544 的打擊三圍、11支全壘打、38打點、82得分與33次盜壘。同年他也被Baseball America評選為小聯盟外野手的全明星隊球員。 楚奧特在8月30日主場對西雅圖水手的比賽擊出單場雙響砲，成為天使隊史上最年輕的在單場比賽擊出2發全壘打的球員。

### 2012年球季

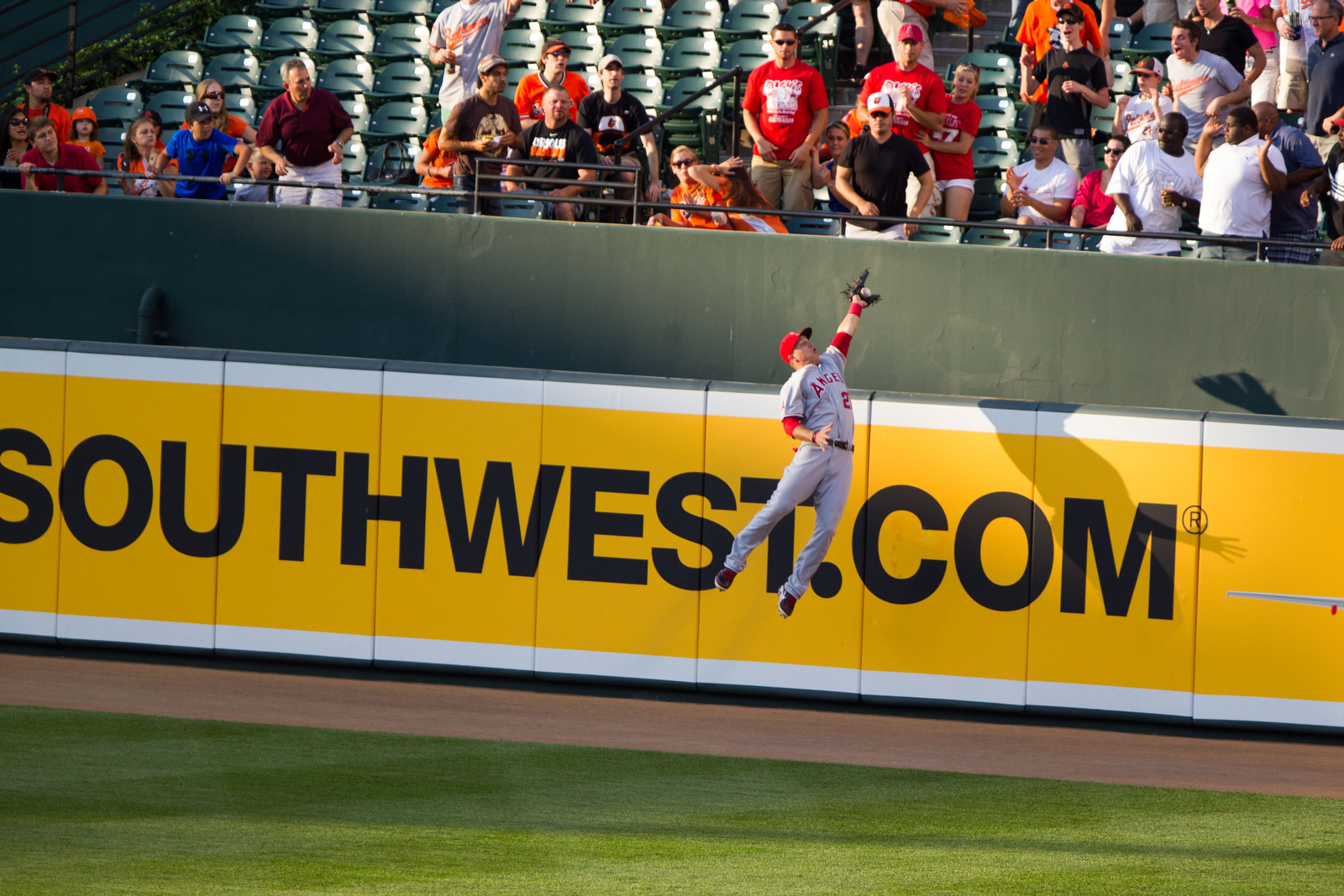
2012年6月27日，楚奧特沒收了由J·J·哈迪擊出的全壘打

2012年球季，楚奧特從3A太平洋岸聯盟的鹽湖城蜜蜂隊開始。4月28日，由於洛杉磯安那罕天使的外野手巴比·阿布瑞尤在開季後的24打數只有低迷的.208打擊率 ，遭到球團釋出，同時讓楚奧特升上大聯盟遞補空缺。而楚奧特升上大聯盟前在3A出賽20場，有 .403打擊率、 .477上壘率與 .623的長打率。
楚奧特在6月4日達成MLB生涯首次單場4支安打，15天後他再度單場4安打，同時也跑回4分，他的4安打中有2支是二壘安打。楚奧特在6月4日–10日的精彩表現，讓他和隊友托利·杭特獲得美聯當週最佳球員。在這段期間，他在25打數擊出13支安打， .520 打擊率、10得分與4次盜壘。 6月27日對巴爾的摩金鶯的比賽再度達成單場四安打，同時也是單月第三場四安打比賽。
楚奧特在7月22日的比賽中回到本壘得分，達成連續14場比賽得分，也打破天使隊史與美聯新人最多連續得分的紀錄。
他在7月獲得當月最佳球員與最佳新人殊榮，是第一位單月同時獲的這兩獎項的球員。7月的34得分也追平哈爾·卓斯基在1934年創下的美聯新人記錄。楚奧特後來被票選成為2012年美國職棒大聯盟全明星賽美聯代表隊。
他同時也成為最年輕達成單季20轟30盜的球員。 楚奧特在8月26日對老虎隊的比賽跑回他2012球季第100得分，是天使隊史第二位100得分以上的新人球員。上一位是1987年的Devon White。 8月31日對水手隊的比賽，楚奧特在第二局回來得分，超越Devon White在1987年創下的103得分新人記錄。這場比賽他3次回來得分，是2012年球季第10場，上一位單季10場比賽以上有3得分的球員是2001年的山米·索沙，他在該年有11場比賽達成3次以上得分。
在9月9日對底特律老虎的比賽，楚奧特成為大聯盟史上第一位22歲以下的球員在連續兩場比賽擊出超前比數的全壘打。 9月21日對芝加哥白襪，楚奧特在七局下半擊出全壘打，同時他的單季得分來到120，成為1964年後第四位新人球員在新人球季有120得分，上一位達成此成就的新人球員是2001年效力西雅圖水手的鈴木一朗。
楚奧特後來打破天使隊史由弗拉迪米爾·葛雷諾在2004年創下的124單季最多得分紀錄。他在2012年共擊出182支安打，也打破了天使隊史菜鳥單季最多安打的紀錄，原紀錄是Wally Joyner在1986年擊出172支安打。 楚奧特是大聯盟第一位單季30支以上全壘打與40次以上盜壘的菜鳥，在大聯盟的第一年便成為最年輕加入30-30俱樂部的成員。  他也是大聯盟史上第一位單季30轟、45盜與125得分的球員。

### 2013年球季
2013年5月22日，與西雅圖水手一戰中，楚奧特3局敲出一壘安打，4局擊出三壘安打，6局二壘安打，8局下一出局第二個打席再轟出本季第9號全壘打成就大聯盟生涯首次的完全打擊，並包辦5分打點，他也成就美聯史上最年輕繳出完全打擊的打者，大聯盟史上第六年輕的記錄。

### 2014年球季
2014年2月27日楚奧特與天使簽下一年100萬美元合約，3月28日與天使簽下6年1億4450萬美元的合約。

### 2015年球季
2014年2月27日楚奧特今天(15日)的大聯盟明星賽中首局首打席轟出全壘打，之後還跑回美聯超前國聯的第2分，賽後獲選為MVP的他成為史上第1位連莊明星賽MVP的球員。

### 2018年球季
2018年5月26日對上洋基隊，單場5支5,包含3支二壘打和1發兩分砲，灌進4分打點，締造生涯首度單場5安打的記錄。也幫助天使對以11比4大勝。9月8日再度單場5支5,單場雙響轟垮白襪。

### 2019年賽季
3月20日，楚奧特與天使簽下12年4億2600萬美元的合約，這是北美運動史上最大張的合約。這年楚奧特也連續8年入選明星賽。而他為了紀念逝去的隊友泰勒·史凱格斯，而與一同入選明星賽的隊友湯米·拉·史戴拉在明星賽上穿著45號球衣。9月9日，楚奧特因為右腳罹患神經瘤而進行冷凍消融療法。9月15日，天使球團宣布楚奧特因為手術而球季報銷。該年他擊出生涯新高的45支全壘打。
10月24日，楚奧特獲得漢克·阿倫獎。他也是繼隊友亞伯特·普荷斯後，第一位現役獲得三座年度MVP獎項的選手。

## 逸聞
楚奧特被暱稱為“米爾維爾流星”（＂Millville Meteor＂） ，因為天使隊退休的右外野手提姆·賽門（Tim Salmon）的關係，他也被稱作“帝王魚2.0”（楚奧特的英文“Trout”意為鱒魚，而“Salmon”意為鮭魚。）
在2016年七月楚奧特向交往多年的女友傑西卡·考克斯求婚，在2017年12月9日完婚。

## 職棒生涯成績
- 粗黑體字為該年度最佳或最高成績
- 粗紅體字為聯盟史上最佳或最高成績

|      |           |            |           |      |      |      |     |     |      |     |     |      |      |    |       |       |       | 攻擊指數 |
| ---- | --------- | ---------- | --------- | ---- | ---- | ---- | --- | --- | ---- | --- | --- | ---- | ---- | -- | ----- | ----- | ----- | -------- |
| 2011 | MLB       | 洛杉磯天使 | -         | 40   | 123  | 27   | 5   | 16  | 20   | 4   | 9   | 30   | 48   | 2  | 0.220 | 0.281 | 0.390 | 0.671    |
| 2012 | MLB       | 洛杉磯天使 | -         | 139  | 559  | 182  | 30  | 83  | 129  | 49  | 67  | 139  | 315  | 7  | 0.326 | 0.399 | 0.564 | 0.963    |
| 2013 | MLB       | 洛杉磯天使 | -         | 157  | 589  | 190  | 27  | 97  | 109  | 33  | 110 | 136  | 328  | 8  | 0.323 | 0.432 | 0.557 | 0.989    |
| 2014 | MLB       | 洛杉磯天使 | -         | 157  | 602  | 173  | 36  | 111 | 115  | 16  | 83  | 184  | 338  | 6  | 0.287 | 0.377 | 0.561 | 0.938    |
| 2015 | MLB       | 洛杉磯天使 | -         | 159  | 575  | 172  | 41  | 90  | 104  | 11  | 92  | 158  | 339  | 11 | 0.299 | 0.402 | 0.590 | 0.992    |
| 2016 | MLB       | 洛杉磯天使 | -         | 159  | 549  | 173  | 29  | 100 | 123  | 30  | 116 | 137  | 302  | 5  | 0.315 | 0.441 | 0.550 | 0.991    |
| 2017 | MLB       | 洛杉磯天使 | -         | 114  | 402  | 123  | 33  | 72  | 92   | 22  | 94  | 90   | 253  | 8  | 0.306 | 0.442 | 0.629 | 1.071    |
| 2018 | MLB       | 洛杉磯天使 | -         | 140  | 471  | 147  | 39  | 79  | 101  | 24  | 122 | 124  | 296  | 5  | 0.312 | 0.460 | 0.628 | 1.088    |
| 2019 | MLB       | 洛杉磯天使 | -         | 134  | 470  | 137  | 45  | 104 | 110  | 11  | 110 | 120  | 303  | 5  | 0.291 | 0.438 | 0.645 | 1.083    |
| 2020 | MLB       | 洛杉磯天使 | -         | 53   | 199  | 56   | 17  | 46  | 41   | 1   | 35  | 56   | 120  | 1  | 0.281 | 0.390 | 0.603 | 0.993    |
| 2021 | MLB       | 洛杉磯天使 | -         | 36   | 117  | 39   | 8   | 18  | 23   | 2   | 27  | 41   | 73   | 0  | 0.333 | 0.466 | 0.624 | 1.090    |
| 2022 | MLB       | 洛杉磯天使 | -         | 119  | 438  | 124  | 40  | 80  | 85   | 1   | 54  | 139  | 276  | 6  | 0.283 | 0.369 | 0.630 | 0.999    |
| 合計 | MLB：12年 | MLB：12年  | MLB：12年 | 1407 | 5094 | 1543 | 350 | 896 | 1052 | 204 | 919 | 1354 | 2991 | 64 | 0.303 | 0.415 | 0.587 | 1.002    |

斜體代表該數據領先全聯盟。

## 獎項和榮譽
- 美國職棒大聯盟最有價值球員獎3次(2014年、2016年、2019年)
- 美國職棒大聯盟全明星賽入選：8次(2012年、2013年、2014年、2015年、2016年、2017年、2018年、2019年)
- 明星賽MVP：2次(2014年、2015年)
- 盜壘王：1次(2012年)
- 打點王：1次(2014年)
- 30全壘打&30盜壘：1次 (2012年) ※MLB最年輕紀錄、首位新人達成
- 生涯100全壘打&100盜壘里程碑(2015年4月18日)　※MLB最年輕紀錄（23歲又251天，超越Alex Rodriguez(A-Rod)的23歲又309天）
- 單月MVP：3次 (2012年7月,2015年7月，2017年4月)
- 單月新人MVP：4次 (2012年5-8月)
- 15場出賽連續得分(2012年7月5日-23日)　※美聯新人紀錄
- 30-40：1回（2012年）※MLB最年輕紀錄、首位新人達成
- 美聯新人王：(2012年)
- 球員選擇獎優秀新人：(2012年)
- 美國職棒大聯盟銀棒獎：6次 (2012年、2013年、2014年、2015年、2016年、2018年)
- 防守聖經獎：1次 (2012年)
- 最佳拚勁獎（英语：Heart & Hustle Award）：1次 (2012年)
- 完全打擊：1次（2013年） ※美聯最年輕紀錄
- 小聯盟年度最佳新秀（英语：Baseball America Minor League Player of the Year Award）：1次(2011年)

## 外部連結
- 麥可·楚奧特在美國職棒官網（英语）
- 麥可·楚奧特在Baseball-Reference.com（大聯盟）（英语）
- 麥可·楚奧特在Baseball-Reference.com（小聯盟以及海外聯盟）（英语）
- 麥可·楚奧特在ESPN（MLB）（英语）
- 麥可·楚奧特在FanGraphs.com（英语）
- 麥可·楚奧特在Retrosheet（英语）
- 麥可·楚奧特在The Baseball Cube（英语）
- 麥可·楚奧特的X（前Twitter）
- 麥可·楚奧特的Instagram帳戶